# Angélica Palomino
Angélica María Palomino Saavedra (Piura, 20 de junio de 1976) es una abogada y política peruana. Fue congresista de la república por Piura durante el breve periodo 2020-2021.

## Biografía
Angélica Palomino nació el 20 de junio de 1976 en Piura, región ubicada al norte del Perú. Su madre es una maestra ayabaquina y su padre un hombre emprendedor.
Estudio la primaria y secundaria en el Colegio Sagrado Corazón de Jesús, de la ciudad de Piura. Luego ingresó a la Universidad Privada del Norte, ubicada en la ciudad de Trujillo, y estudió la carrera de Derecho. Realizó también un estudio postgrado en la Universidad Nacional de Piura.
Es emprendedora en el rubro textil, reconocida por la Empresa Periodística Nacional S.A. (Epensa) como la "Mujer del Año".

## Trayectoria política
Como política incursionó como miembro del partido político Todos por el Perú y participó en las elecciones del año 2016 como candidata al Congreso de la República representando a la región Piura. Sin embargo, la lista terminó siendo excluida por el Jurado Nacional de Elecciones.
En el año 2017 colaboró en la fundación del Partido Morado, partido político liderado por Julio Guzmán. Palomino se desempeñó como secretaría general del partido en la región Piura (2017-2021).

### Congresista de la República
En las elecciones parlamentarias del año 2020, Angélica Palomino postuló nuevamente al Congreso de la República representando a la región Piura, por el partido político Partido Morado, y finalmente resultó elegida como congresista de la república para completar el disuelto periodo parlamentario 2016-2021.
Como congresista se le destacó el ser autora de la Ley Nacional del Cáncer, la cual fue aprobada en el año 2021.
Al culminar su gestión, Angélica Palomino se apartó del Partido Morado en 2021 y ese mismo año se unió al movimiento regional ‘Piura Renace’, con el cual luego postuló a la presidencia del Gobierno Regional de Piura en las elecciones regionales del año 2022 Sin embargo su candidatura quedó en el séptimo lugar.
Desde mayo hasta junio del 2024, estuvo militando en el partido político Avanza País. Actualmente desde junio del 2024 está afiliada al partido político Perú Moderno.